# Lagopus muta hyperborea
Lagopus muta hyperborea es una subespecie  de la familia Tetraonidae en el orden de los Galliformes. 

## Distribución geográfica
Se encuentra en Svalbard, la Tierra de Francisco José y Bjørnøya.